# Spin-off (diritto)
Nel diritto e nell'economia aziendale, uno spin-off (traducibile in italiano con "scissione" o, più sfumato, "scorporo") è il fenomeno della formazione di un nuovo soggetto di diritto per particolari finalità e/o scopi.

## Caratteristiche
I soggetti che lo pongono in essere abbandonano una precedente attività svolta all'interno dell'impresa o di un'altra istituzione già esistente (ad esempio università, laboratori di ricerca, eccetera). La nuova realtà potrebbe essere considerata come una riorganizzazione più efficiente del processo produttivo.
Lo spin-off nella letteratura internazionale è contraddistinto da un aspetto principale e due secondari e opzionali:
- la creazione di una o più innovazioni dotate di un valore economico di mercato che meritano la costituzione di una società dedicata alla loro affermazione anche dal lato commerciale (caratteristica principale);
- la presenza di una forma di sostegno nei confronti dei creatori di una nuova impresa, non solo dall'impresa di origine (caratteristica opzionale);
- la presenza di un processo di accompagnamento volontario, pianificato e non casuale (caratteristica opzionale).

Quindi l'essenza dello spin-off consiste nell'ideazione di un'innovazione in un ambito di ricerca universitaria, o di attività incentrata in differenti core business (la principale attività aziendale di tipo operativo), in cui l'innovazione non troverebbe adeguato spazio e/o in cui non si voglia o non si possa sfruttarne adeguatamente le potenzialità commerciali, di fatto creando quindi l'esigenza di dare uno sbocco sul mercato a quell'innovazione mediante una nuova società.
Per definire spin-off la creazione di una nuova impresa si sono proposte a livello italiano delle condizioni che possono essere soddisfatte:
- creazione di una nuova impresa a partire da unità preesistenti (organizzazioni);
- generazione di una nuova sorgente di attività (nuova impresa autonoma, produzione di nuovo bene, utilizzo di nuovo processo o nuova tecnologia);
- (caratteristica opzionale) presenza di misure di sostegno attivo da parte di un'organizzazione madre.

Pertanto non è definibile come spin-off:
- l'esternalizzazione (in quanto manca il requisito della novità);
- la filializzazione (in quanto manca il requisito dell'autonomia);
- i processi di uscita spontanei in assenza di innovazione.

## Ambiti applicativi
Il termine è generale e si adatta ai più diversi ambiti applicativi:
- una unità organizzativa aziendale (per esempio un ufficio o una divisione) che faceva parte in origine di una certa società, ma che è adesso indipendente; idem nel caso di uno scorporo di una società da un gruppo che la controllava;
- come nel punto precedente, ma quando si tratta di persone che si staccano da un'azienda e aprono una loro impresa nello stesso settore;
- nel gergo tecnologico l'applicazione di una nuova tecnologia per generare un nuovo prodotto;
- nella ricerca scientifica, accademica o industriale un risultato secondario ottenuto nel contesto di una ricerca più ampia;
- in ambito universitario/accademico una società di capitali sorta dall'idea di dare una ricaduta aziendale e produttiva a un'idea nata dal contesto della ricerca tecnologica universitaria;
- nel linguaggio non settoriale per intendere lo scorporo di un (nuovo) elemento B da un previgente elemento A che continua a permanere (quindi non è un superamento di A in B).

Il rapporto Netval del 2014 definiva lo spin-off della ricerca pubblica come "una impresa operante in settori high-tech costituita da (almeno) un professore/ricercatore universitario o da un dottorando/contrattista/studente che abbia effettuato attività di ricerca pluriennali su un tema specifico, oggetto di creazione dell'impresa stessa". Non necessariamente i membri fondatori di uno spin-off devono detenere la titolarità di brevetti o diritti su opere d'ingegno, potendo scegliere di valorizzare e condividere le proprie conoscenze, competenze e capacità in un modo economicamente sostenibile.

## Nel mondo

### Italia
Le leggi in vigore definiscono tre diverse tipologie di spin-off:
- spin-off universitari: esclusivamente quelle società per azioni o a responsabilità limitata alle quali l'università partecipa in qualità di socio;
- spin-off accademici: società per azioni o a responsabilità limitata nella quale una università italiana non abbia una quota di partecipazione;
- società di alta tecnologia: che sono regolate dal d.lgs 27 luglio 1999 n. 297 ("Riordino della disciplina e snellimento delle procedure per il sostegno della ricerca scientifica e tecnologica, per la diffusione delle tecnologie, per la mobilità dei ricercatori")[4] e dal decreto ministeriale 8 agosto 2000 n. 593 ("Modalità procedurali per la concessione delle agevolazioni dal Decreto legislativo 27 luglio 1999, N. 297").[5]

Con la diffusione delle connessioni Internet a basso costo negli anni '90, in Italia mutò radicalmente l'opinione dominante nei confronti degli spin-off universitari, praticamente assenti dal panaroma nazionale nel decennio precedente, durante il quale erano visti come "distrazioni" dalla prioritaria attività didattica del corpo docente. Lo sviluppo fu guidato dalla collaborazione fra gli University technology transfer offices (TTOs) e gli uffici legali degli atenei.

Fra il 2011 e il 2008, più di 50 atenei italiani si dotarono di altrettante regolamentazioni per gli spin-off universitari, nell'ambito della rispettiva autonomia giuridica, didattica, gestionale, amministrativa, patrimoniale, contabile e impositiva. Secondo uno studio del 2015, gli spin-off italiani erano stati nel decennio precedente sostanzialmente legati alle attività di ricerca anziché allo sviluppo di realtà produttive ad alta intensità di conoscenza e capitale umano, in assenza di un coordinamento e di un piano di crescita nazionale, anche internamente al CNR.